# Cernay (Calvados)
Pour les articles homonymes, voir Cernay.
Cernay est une commune française, située dans le département du Calvados en région Normandie, peuplée de 138 habitants.

## Géographie
| Fervaques             | Tordouet               | Saint-Martin-de-Bienfaite-la-Cressonnière |
|                       | Cernay                 |                                           |
| Notre-Dame-de-Courson | Préaux-Saint-Sébastien | Cerqueux                                  |

### Hydrographie
La commune est située dans le bassin Seine-Normandie. Elle est drainée par le ruisseau des Terres Noires, le ruisseau de la Vallée Verrier, le fossé 01 du Racé, le ruisseau de Morand et le ruisseau de la Fontaine Vas,,.

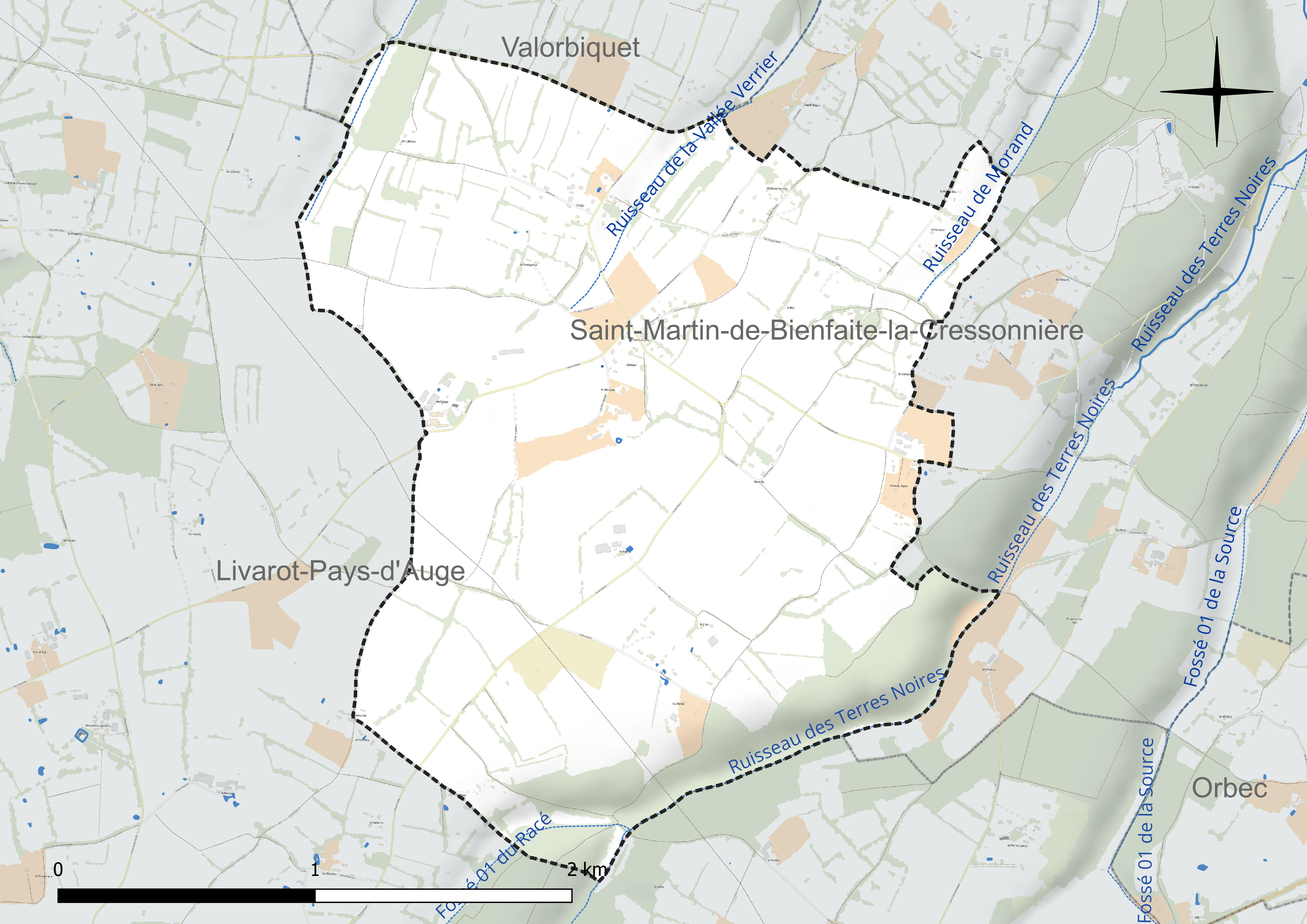
Réseau hydrographique de Cernay.

### Climat
Pour des articles plus généraux, voir Climat de la Normandie et Climat du Calvados.
En 2010, le climat de la commune est de type climat océanique altéré, selon une étude du CNRS s'appuyant sur une série de données couvrant la période 1971-2000. En 2020, Météo-France publie une typologie des climats de la France métropolitaine dans laquelle la commune est exposée à un climat océanique et est dans la région climatique  Normandie (Cotentin, Orne), caractérisée par une pluviométrie relativement élevée (850 mm/a) et un été frais (15,5 °C) et venté. Parallèlement le GIEC normand, un groupe régional d'experts sur le climat, différencie quant à lui, dans une étude de 2020, trois grands types de climats pour la région Normandie, nuancés à une échelle plus fine par les facteurs géographiques locaux. La commune est, selon ce zonage, exposée à un « climat contrasté des collines », correspondant au Pays d'Auge, Lieuvin et Roumois, moins directement soumis aux flux océaniques et connaissant toutefois des précipitations assez marquées en raison des reliefs collinaires qui favorisent leur formation.
Pour la période 1971-2000, la température annuelle moyenne est de 10,1 °C, avec  une amplitude thermique annuelle de 13,5 °C. Le cumul annuel moyen de précipitations est de 825 mm, avec 12,4 jours de précipitations en janvier et 8,6 jours en juillet. Pour la période 1991-2020, la température moyenne annuelle observée sur la station météorologique la plus proche, située sur la commune de Ticheville à 13 km à vol d'oiseau, est de 10,9 °C et le cumul annuel moyen de précipitations est de 826,1 mm,. Pour l'avenir, les paramètres climatiques de la commune estimés pour 2050 selon différents scénarios d'émission de gaz à effet de serre sont consultables sur un site dédié publié par Météo-France en novembre 2022.

## Urbanisme

### Typologie
Au 1er janvier 2024, Cernay est catégorisée commune rurale à habitat très dispersé, selon la nouvelle grille communale de densité à 7 niveaux définie par l'Insee en 2022.
Elle est située hors unité urbaine. Par ailleurs la commune fait partie de l'aire d'attraction de Lisieux, dont elle est une commune de la couronne,. Cette aire, qui regroupe 57 communes, est catégorisée dans les aires de 50 000 à moins de 200 000 habitants,.

### Occupation des sols
L'occupation des sols de la commune, telle qu'elle ressort de la base de données européenne d'occupation biophysique des sols Corine Land Cover (CLC), est marquée par l'importance des territoires agricoles (89,4 % en 2018), une proportion sensiblement équivalente à celle de 1990 (90 %). La répartition détaillée en 2018 est la suivante : 
terres arables (51,8 %), prairies (37,6 %), forêts (10,6 %). L'évolution de l'occupation des sols de la commune et de ses infrastructures peut être observée sur les différentes représentations cartographiques du territoire : la carte de Cassini (XVIIIe siècle), la carte d'état-major (1820-1866) et les cartes ou photos aériennes de l'IGN pour la période actuelle (1950 à aujourd'hui).

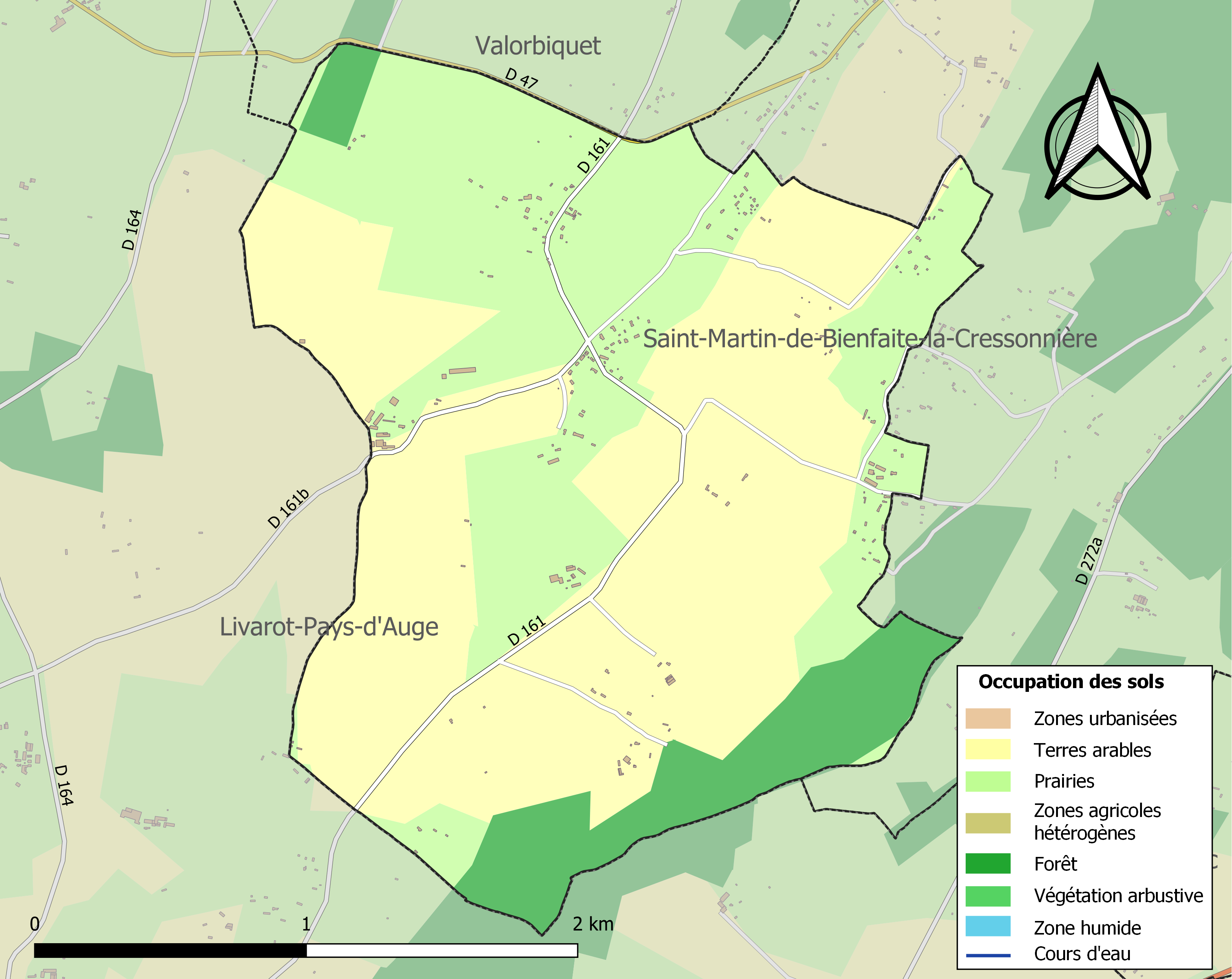
Carte des infrastructures et de l'occupation des sols de la commune en 2018 (CLC).

## Toponymie
Le nom de la localité est attesté sous les formes Sernai en 1034 ou 1035 (AG, NCN), Sernaio en 1035, Sarnaium en 1070 - 1077 (Fauroux 98) ; de Sarneio en 1164 (Arnoux 40) ; Sarneium en 1275,
Le type toponymique Cernay est répandu dans le Nord de la France et a été interprété de diverses manières par les toponymistes, généralement ils sont d'accord pour voir dans la finale -ay un processus régulier d'évolution phonétique du suffixe gallo-roman -ACU, autrement noté -acum, qui désigne originellement un lieu, puis une propriété,,. Les finales des mentions anciennes -aio, -aium ne sont pas à prendre en compte, car elles représentent généralement des latinisations de la forme française en -ai, forme d'ailleurs la plus ancienne de Cernay (Calvados). Bien qu'-acum soit formellement attesté dans Cernay-lès-Reims (Marne, Sarnacum 1103, Cernai vers 1222), certains Cernay / Cernoy présentent des formes en -etum qui a subi la même évolution -ay d'une part et -oy d'autre part. Le suffixe -etum est un collectif qui sert notamment à désigner un ensemble d'arbre appartenant à la même espèce (le féminin -eta a donné -aie, d'où chênaie, hêtraie, etc.) 
L'interprétation du premier élément Cern- a donné lieu à davantage d'hypothèses :
- la plupart y voit un anthroponyme, soit latin Cerna[23] ou roman Serenus[22], d'où le sens global de « propriété de Cerna ou Serenus » ;
- certains y voit un élément gaulois sarn qui représentait en fait isarnon « fer » (par aphérèse de i-), d'où le sens de « lieu ferreux », voire « forge »[24],[19].

Remarque : Albert Dauzat et Charles Rostaing proposent diverses explications pour les Cernay, ils identifient par exemple dans Cernay-en-Dormois (Marne, Sarneium 1154) et dans Cernay-lès-Reims (Marne, Sarnacum 1103), un nom de personne gaulois Sarnus et hésitent à inclure Cernay-la-Ville (Yvelines, Sarnetum 768) dans cette liste, tout comme Ernest Nègre. Ils se rallient en partie à la proposition de Michel Roblin d'y voir un *Cernetum, basé sur l'élément Cern- désignant des « cernes » suivi du suffixe gallo-roman -ETU, autrement noté -etum, et servant généralement à désigner un ensemble, le plus souvent d'arbres ou d'arbustes.

Cernay-la-ville est bien le plus anciennement mentionné, mais le premier élément Sarn- va dans le sens de l'explication de François de Beaurepaire, qui d'ailleurs voit dans ce toponyme un *Sarnacum comme les autres. En outre, on note l'action fermante ancienne en Normandie de [r] en syllabe initiale, où le groupe [ar-] a tendance à passer à [ɛr-] ou [er-] : argent> ergent, hareng> héreng, larme> lerme, etc. Sarn serait donc devenu Sern-, graphié Cern- par la suite, alors qu'il n'y a pas d'attestation ancienne d'un *Circinetum> *Cernetum> Sarnetum. En outre, beaucoup d'attestations latinisées montrent une confusion entre -acum et -etum ce qui fait hésiter Dauzat et Rostaing.
François de Beaurepaire rattache Cernay (Eure), ainsi que tous les autres Cernay, aux types toponymiques (plus ancien ?) Cernusson (Maine-et-Loire, Sarnucium vers 1050) et plus récent Cernières (Eure, Sarnarias 1025), ainsi qu'Izernay et Yzernay (sans aphérèse de I-).

## Politique et administration

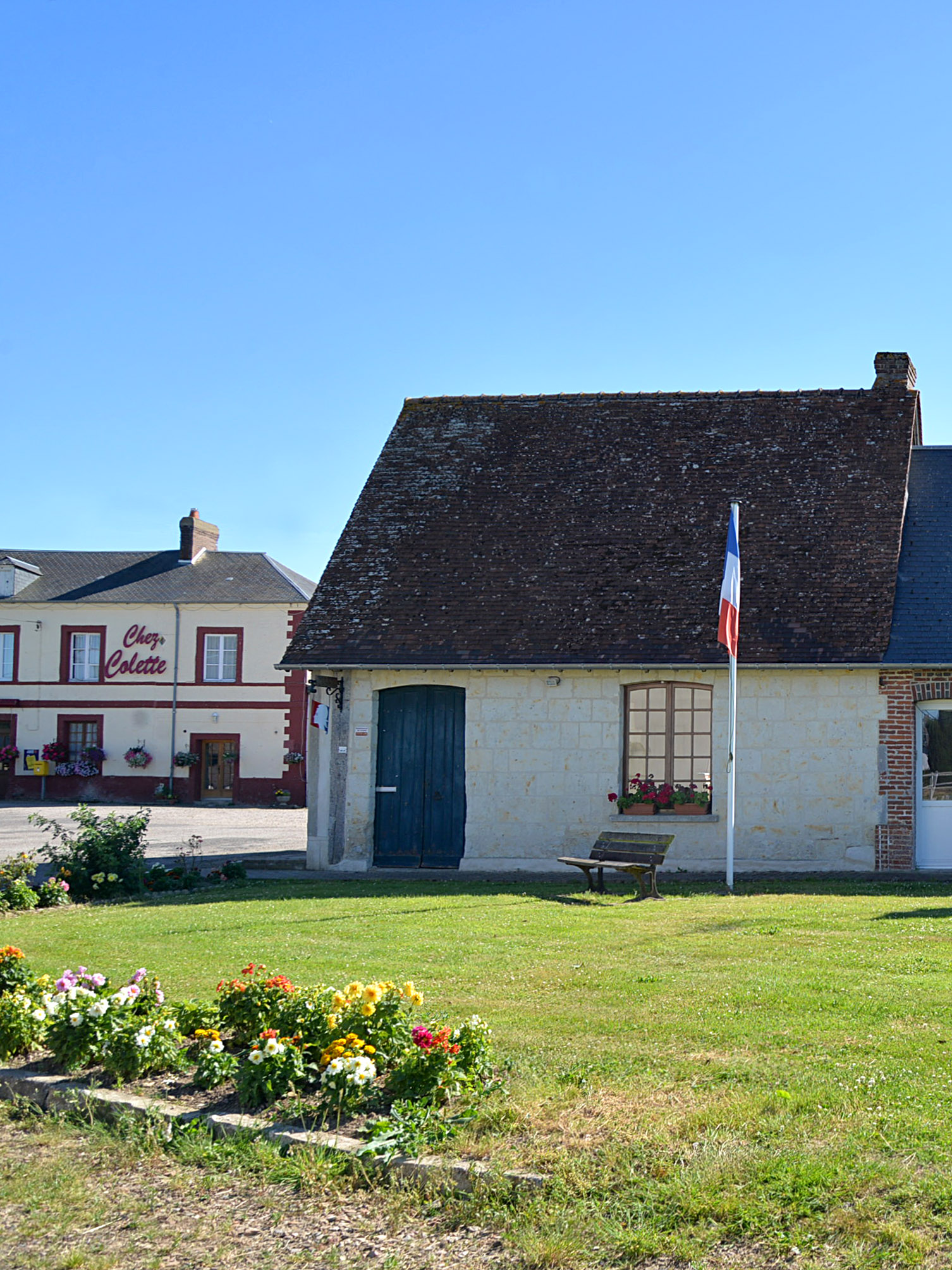
La mairie.

| Période                                  | Période   | Identité          | Étiquette | Qualité     |
| ---------------------------------------- | --------- | ----------------- | --------- | ----------- |
| 1986                                     | mars 2001 | Roland Berthelot  |           | Agriculteur |
| mars 2001                                | En cours  | Geneviève Wassner | SE        | Enseignante |
| Les données manquantes sont à compléter. |           |                   |           |             |

## Démographie
L'évolution du nombre d'habitants est connue à travers les recensements de la population effectués dans la commune depuis 1793. Pour les communes de moins de 10 000 habitants, une enquête de recensement portant sur toute la population est réalisée tous les cinq ans, les populations de référence des années intermédiaires étant quant à elles estimées par interpolation ou extrapolation. Pour la commune, le premier recensement exhaustif entrant dans le cadre du nouveau dispositif a été réalisé en 2007.
En 2022, la commune comptait 138 habitants, en évolution de −4,17 % par rapport à 2016 (Calvados : +1,58 %, France hors Mayotte : +2,11 %).
| 1793 | 1800 | 1806 | 1821 | 1831 | 1836 | 1841 | 1846 | 1851 |
| ---- | ---- | ---- | ---- | ---- | ---- | ---- | ---- | ---- |
| 309  | 278  | 303  | 317  | 259  | 265  | 261  | 243  | 243  |

| 1856 | 1861 | 1866 | 1872 | 1876 | 1881 | 1886 | 1891 | 1896 |
| ---- | ---- | ---- | ---- | ---- | ---- | ---- | ---- | ---- |
| 231  | 231  | 234  | 220  | 170  | 173  | 156  | 175  | 167  |

| 1901 | 1906 | 1911 | 1921 | 1926 | 1931 | 1936 | 1946 | 1954 |
| ---- | ---- | ---- | ---- | ---- | ---- | ---- | ---- | ---- |
| 152  | 144  | 137  | 105  | 133  | 159  | 154  | 168  | 153  |

| 1962 | 1968 | 1975 | 1982 | 1990 | 1999 | 2006 | 2007 | 2012 |
| ---- | ---- | ---- | ---- | ---- | ---- | ---- | ---- | ---- |
| 139  | 139  | 133  | 119  | 106  | 109  | 116  | 117  | 152  |

| 2017 | 2022 | - | - | - | - | - | - | - |
| ---- | ---- | - | - | - | - | - | - | - |
| 141  | 138  | - | - | - | - | - | - | - |

## Lieux et monuments
- Manoir des XIIIe – XIVe siècle[30].
- L'église Saint-Aubin a subi de nombreuses transformations au cours des siècles. Les éléments les plus anciens sont de la fin du XIIe ou du début du XIIIe siècle.

Le chœur est la reproduction de celui du Bec-Hellouin.
Un cadran solaire du XVIIIe siècle est installé sur un cul-de-lampe à la jonction du chœur et de la nef.
En 1922, deux verrières commémoratives ont été réalisées par les ateliers Lorin de Chartres, alors dirigés par Charles Lorin : l'apparition du Sacré-Cœur de Jésus à un soldat de la Grande Guerre (baie 3) et un poilu représenté au pied du Christ en croix (baie 4).

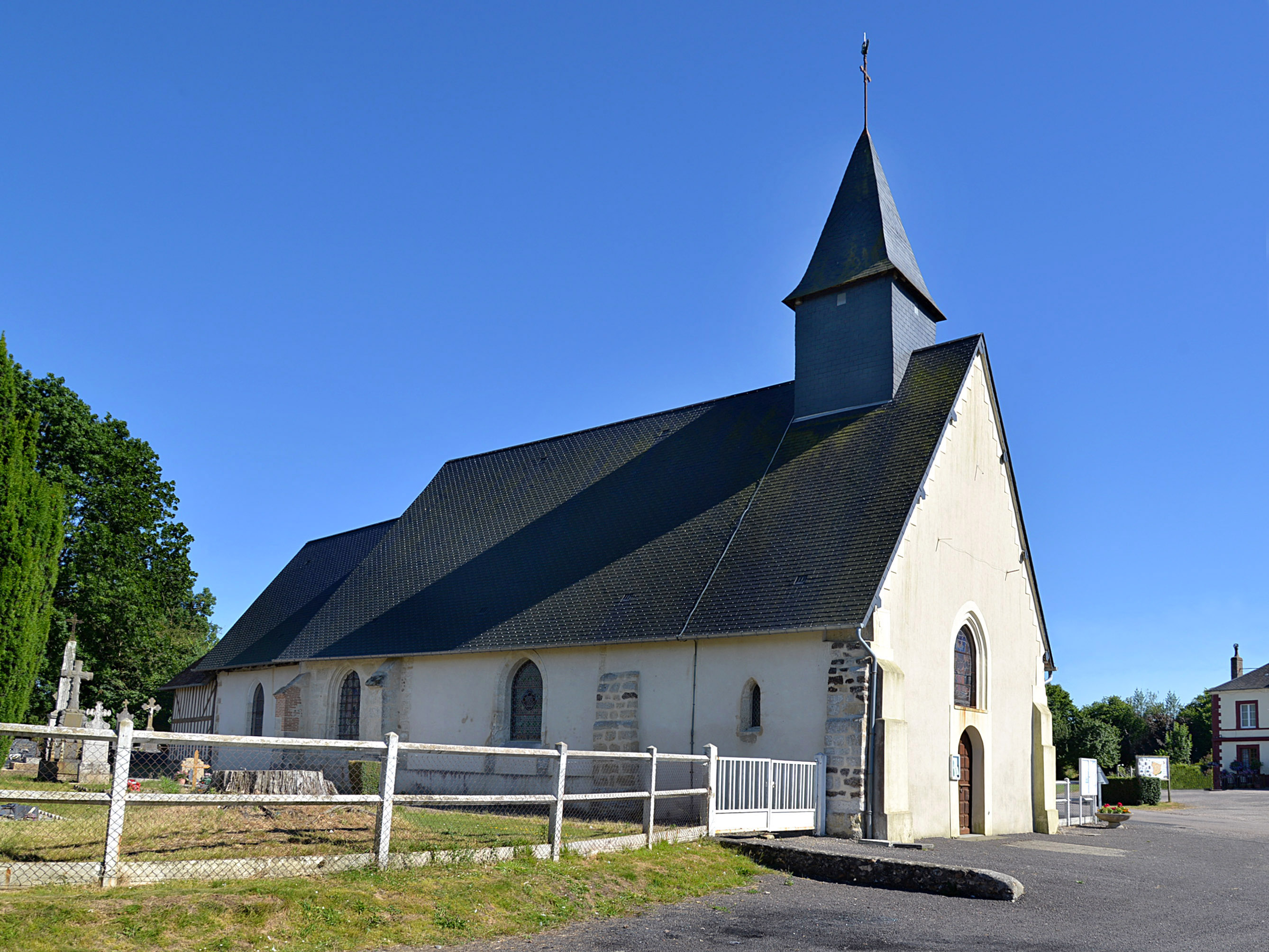
L'église Saint-Aubin. Vue nord-ouest.
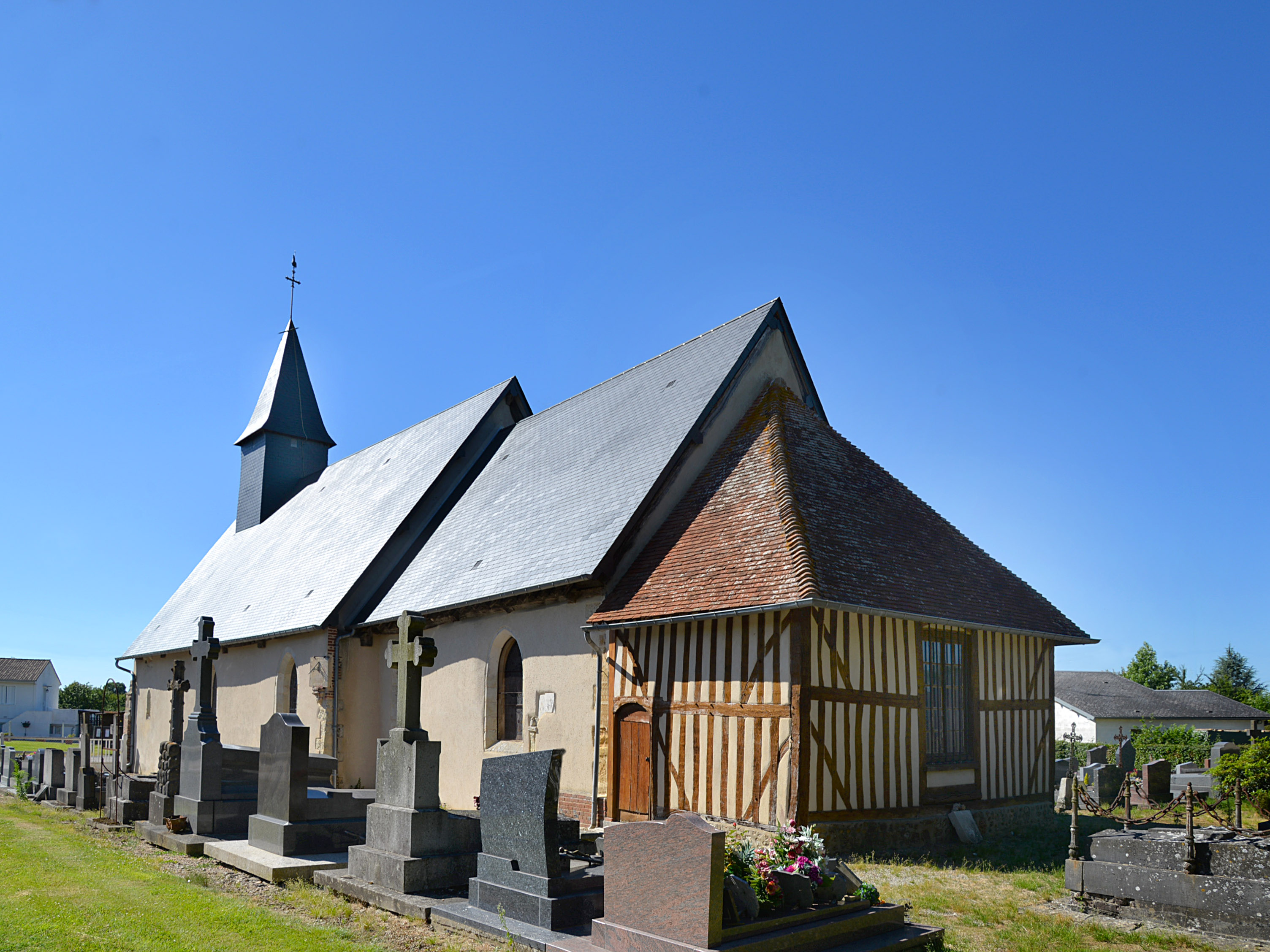
L'église Saint-Aubin. Vue sud-est.
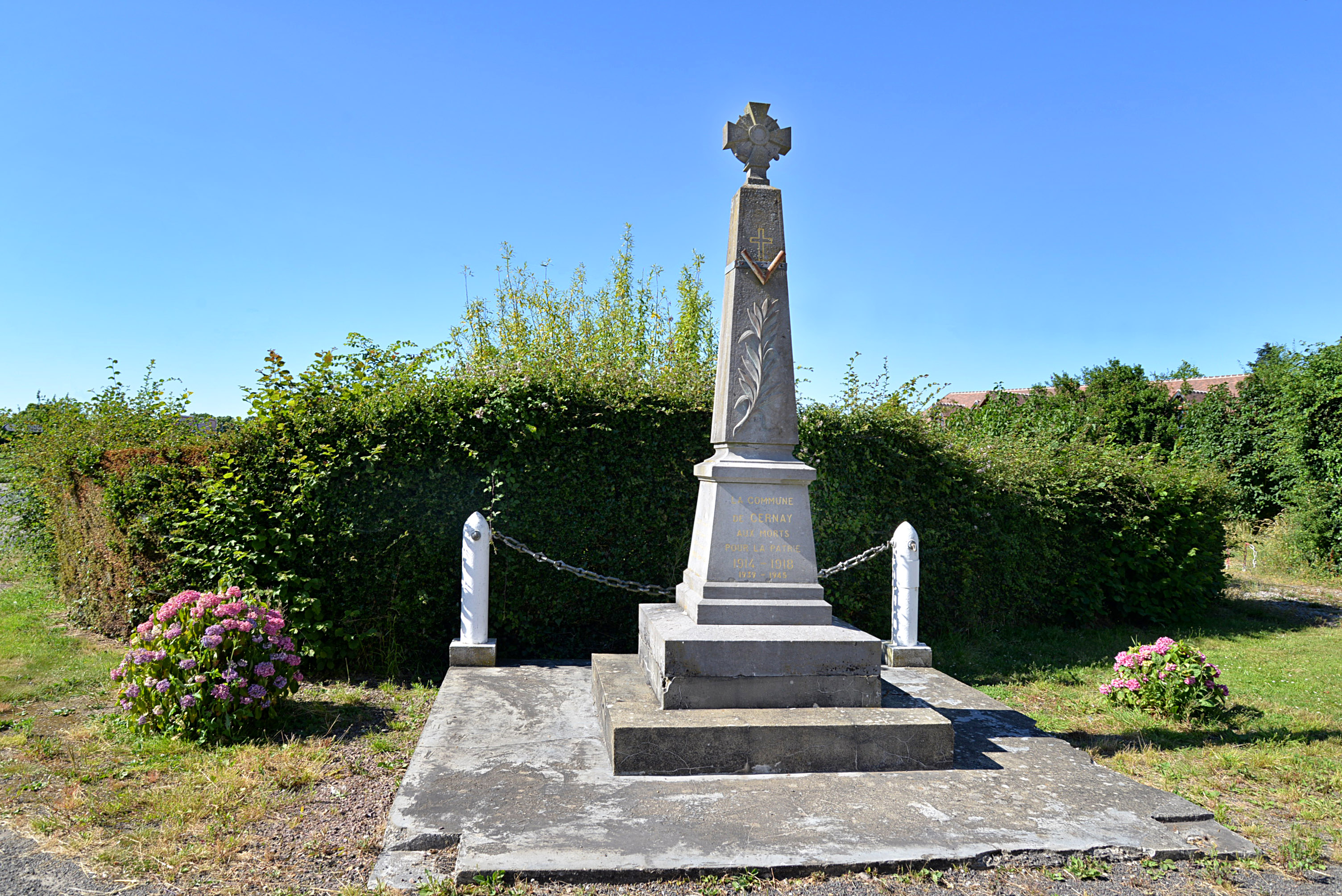
Le monument aux morts.